# پورن برای زنان
پورن برای زنان یا پورن زنان یا پورنوگرافی زنان گونه‌ای پورنوگرافی است که به‌طور اختصاصی بازار زنان را هدف قرار می‌دهد و اغلب توسط زنان تولید می‌شود. با نپذیرفتن این دیدگاه که پورنوگرافی تنها برای مردان است، این نوع پورنوگرافی به‌جای آنچه در پورنوگرافی جریان اصلی مردمحور ارائه می‌شود، به‌دنبال ساختن پورن‌هایی است که زنان از دیدنش لذت می‌برند.

## کتابشناسی
- Taormino, Tristan; Shimizu, Celine Parreñas; Penley, Constance; Miller-Young, Mireille (2013). The Feminist Porn Book: The Politics of Producing Pleasure. New York: Feminist Press at the City University of New York. ISBN 978-1-55861-819-0. OCLC 828140733.